# 2252 CERGA
2252 CERGA è un asteroide della fascia principale. Scoperto nel 1978, presenta un'orbita caratterizzata da un semiasse maggiore pari a 2,6162858 UA e da un'eccentricità di 0,0711070, inclinata di 4,22468° rispetto all'eclittica.
L'asteroide è dedicato al Centre de recherches en géodynamique et astrométrie.